# OKK Beograd
L'OKK Beograd (en serbi: Omladinski košarkaški klub Beograd / Омладински кошаркашки клуб Београд) és un club de bàsquet de la ciutat de Belgrad a Sèrbia. Forma part del club poliesportiu OSD Beograd.
El club es va fundar el 1945 amb el nom de KK Metalac. El 1950, va canviar el seu nom per KK BSK, i després, el 1958, definitivament per OKK Beograd, que conserva fins als nostres dies.

## Palmarès
- Copa Korać
  - Finalistes (1): 1971-72
- Lliga iugoslava
  - Campions (4): 1958, 1960, 1963, 1964
- Copa iugoslava
  - Campions (2): 1960, 1962
  - Finalistes (1): 1959
- Copa serbo-montenegrina
  - Campions (1): 1992-93